# Объединённый список
Объединённый список (ивр. הרשימה המשותפת‎, араб. القائمة المشتركة‎ - Аль-Каима Аль-Муштарака ) — израильская политическая партия, парламентский список в Кнессете. Список являлся объединением четырех партий: Хадаш, Тааль, Балад и РААМ. Последняя, самая консервативно-исламистская составляющая коалиции, покинула список 28 января 2021 года. Столкнувшись с аналогичным стремлением Балад, электоральный альянс был распущен в 2022 году.

## История
«Объединённый список» был сформирован перед выборами 2015 года как союз основных арабских партий Израиля: Хадаш, (еврейско-арабская коммунистическая партия) Балад, Тааль и РААМ (южная ветвь Исламского движения). Северный филиал Исламского движения осудил создание избирательного списка.
Соглашение между партиями было подписано 22 января 2015 года, это был первый раз, когда все основные израильские арабские партии выступили единым списком.